# Shahrestān di Azna
Lo shahrestān di Azna (in farsi شهرستان ازنا) è uno dei 10 shahrestān del Lorestan, il capoluogo è Azna. Lo shahrestān è suddivisa in 2 circoscrizioni (bakhsh):
- Centrale (بخش مرکزی)
- Japloq (بخش جاپلق)